# 山形県道114号月山志津線
山形県道114号月山志津線(やまがたけんどう114ごうがっさんしづせん)は、山形県西村山郡西川町内を通る山形県道である。月山スキー場へアクセスする県道である。

## 概要
- 起点=山形県西村山郡西川町大字月山沢 - 月山スキー場前
- 終点=山形県西村山郡西川町大字月山沢 - 国道112号接点

## 路線状況
- 道路交通センサスによる山形県の月山志津線の交通データについて以下の通りになっている（平成22年（2010年）時点）[1]。

| 交通調査地点             | 昼間12時間自動車類交通量（上下合計） | 昼間12時間自動車類交通量（上下合計） | 昼間12時間自動車類交通量（上下合計） | 24時間自動車類交通量（上下合計） | 24時間自動車類交通量（上下合計） | 24時間自動車類交通量（上下合計） |
| 交通調査地点             | 小型車                               | 大型車                               | 合計                                 | 小型車                           | 大型車                           | 合計                             |
| 西村山郡西川町大字月山沢 | 675台                                | 64台                                 | 739台                                | 819台                            | 83台                             | 902台                            |

## 通過する自治体
- 山形県西村山郡西川町

## 交差する道路
- 国道112号（六十里越街道）

## 沿線の施設

月山スキー場

- 月山スキー場
- 山形県立自然博物園
- 山形県志津野営場